# FIFA 월드컵 드림팀
FIFA 월드컵 드림팀(FIFA World Cup Dream Team)은 2002년 국제 축구 연맹이 인터넷 팬 투표로 선정한 FIFA 월드컵 올스타팀이다. 투표는 FIFA 공식 웹사이트인 FIFAworldcup.com 보관됨 2007-03-29 - 웨이백 머신을 통해 전세계에서 150만명 이상이 참여했으며, 아르헨티나의 디에고 마라도나가 가장 많은 표를 얻었다. 마라도나는 111,035 표를 얻었으며, 월드컵 3회 우승의 브라질 펠레는 두 번째로 많은 107,539 표, 프랑스의 1998년 우승을 이끈 지네딘 지단은 세 번째로 많은 80,527 표를 득표했다.
11명이 선발되었으며, 포지션에 따라 골키퍼는 1명, 수비수 3명 미드필더 4명, 공격수 3명이다.
| 선수              | 국가 참가년도                       |
| ----------------- | ----------------------------------- |
| 레프 야신         | 소련 · 1958, 1962, 1966, 1970       |
| 파올로 말디니     | 이탈리아 · 1990, 1994, 1998, 2002   |
| 프란츠 베켄바워   | 서독 1966, 1970, 1974               |
| 호베르투 카를루스 | 브라질 · 1998, 2002, 2006           |
| 로베르토 바조     | 이탈리아 · 1990, 1994, 1998         |
| 지네딘 지단       | 프랑스 · 1998, 2002, 2006           |
| 미셸 플라티니     | 프랑스 · 1978, 1982, 1986           |
| 디에고 마라도나   | 아르헨티나 · 1982, 1986, 1990, 1994 |
| 호나우두          | 브라질 · 1990, 1994, 2002, 2006     |
| 요한 크라위프     | 네덜란드 · 1974                     |
| 펠레              | 브라질 · 1958, 1962, 1966, 1970     |

## 같이 보기
- FIFA 월드컵 올타임팀
- FIFA 100
- 20세기 월드팀